# Buellia polyspora
Buellia polyspora är en lavart som först beskrevs av Willey, och fick sitt nu gällande namn av Vain. Buellia polyspora ingår i släktet Buellia och familjen Physciaceae.   Inga underarter finns listade i Catalogue of Life.